# Rezerwat przyrody Błyszcz
Rezerwat przyrody Błyszcz – leśny rezerwat przyrody w gminie Kunice, w powiecie legnickim, w województwie dolnośląskim, obejmujący niewielki fragment lasu o charakterze naturalnym, stanowiący pozostałość Puszczy Legnickiej.
Obszar chroniony powstał powołany na mocy Rozporządzenia Wojewody Dolnośląskiego z dnia 5 stycznia 2001 r. w sprawie uznania za rezerwat przyrody. Zajmuje on powierzchnię 54,46 ha. Celem ochrony rezerwatu jest zachowanie ze względów przyrodniczych, naukowych, dydaktycznych i krajobrazowych lasów grądowych, łęgowych i olsów z bogatą i unikalną florą.
Największą powierzchnię w rezerwacie zajmują siedliska leśne: grądy środkowoeuropejskie i łęgi jesionowo-olszowe, którym towarzyszą na niewielkiej powierzchni wilgotne śródleśne łąki (ostrożeniowe i trzęślicowe). Przez teren rezerwatu płynie niewielki potok. W rezerwacie występuje wiele rzadkich i chronionych roślin naczyniowych: kruszczyk połabski (znany tylko z nielicznych stanowisk na Dolnym Śląsku), kruszczyk siny, nasięźrzał pospolity, mieczyk dachówkowaty, kosaciec syberyjski, pełnik europejski, śnieżyca wiosenna, podkolan biały i gnieźnik leśny.
Rezerwat nie posiada planu ochrony, obowiązują za to zadania ochronne, z których wynika, że obszar rezerwatu objęty jest ochroną czynną.
Teren rezerwatu nie został udostępniony do zwiedzania (stan na 2017 r.), gdyż nie biegnie nim oznakowany szlak turystyczny ani ścieżka dydaktyczna. W pobliżu znajduje się rezerwat „Ponikwa”.